# Punta della Dogana
Punta della Dogana – galeria sztuki współczesnej mieszczące się w Dogana da Mar, budynku byłego morskiego urzędu celnego. Tworzy wspólną jednostkę organizacyjną z muzeum sztuki współczesnej w Palazzo Grassi, zakupionym w maju 2005 roku przez francuskiego przedsiębiorcę i kolekcjonera sztuki François Pinaulta.
Na mocy umowy pomiędzy François Pinault Foundation a Miastem Wenecja budynek został wydzierżawiony Fundacji na okres 33 lat na cele muzealno-wystawiennicze. W muzeum są prezentowane zbiory z kolekcji François Pinaulta, organizuje się w nim również wystawy sztuki współczesnej.

## Dogana da Mar (XVII–XX wiek)
Od 1414 roku w tym miejscu, zwanym Punta della Dogana, znajdowała się morska komora celna, w której pobierano opłaty za towary przywiezione drogą morską. Znajdował się tu też system umocnień strzegących wejścia do Canal Grande, w tym potężny, żelazny łańcuch, odcinający drogę.
W 1676 roku rozpoczęto prace budowlane na Punta della Dogana. Spośród kilku projektów (Longheny, Sardiego i Cominellego) wybrano ten, który przygotował Giuseppe Benoni. Budynek Dogana da Mar został wzniesiony w latach 1676–1682 na miejscu dawnej wieży obronnej.
W XIX wieku Dogana da Mar przechodził różne przebudowy i renowacje, w szczególności te, które wykonali Austriacy w czasie okupacji oraz te, które zrealizował architekt Alvise Pigazzi, odnawiając budynek w latach 1835–1838.

## Punta della Dogana (XXI wiek)
Budynek Dogana da Mar przez dziesięciolecia stał pusty. Były plany przebudowania go na hotel lub apartamentowiec, ale zostały odrzucone przez władze i mieszkańców Wenecji. Zwycięski okazał się dopiero pomysł francuskiego przedsiębiorcy i kolekcjonera sztuki François Pinaulta, aby budynek zaadaptować na muzeum sztuki współczesnej.
W czerwcu 2007 roku François Pinault został wybrany przez Miasto Wenecja jako podmiot mający dokonać transformacji Punta della Dogana w nowe centrum sztuki współczesnej, w którym miałyby być prezentowane eksponaty z jego kolekcji. Modernizacji dokonał japoński architekt Tadao Andō. Postanowił on pozostawić bez zmian zewnętrzny wygląd budynku, między innymi ze względu na restrykcyjne wymogi władz miasta. Dekoracja stiukowa, kamienna i ceglana ścian została starannie odrestaurowana, a tam gdzie zaistniała potrzeba – wzmocniona kotwami ze stali nierdzewnej. Na drewnianej konstrukcji nośnej zamontowano nowy dach, przypominający dach pierwotny, a w jego powierzchnię wstawiono świetliki. Wewnątrz usunięto naleciałości dwóch ostatnich stuleci, w tym ścianki działowe i schody. Ściany pozostawiono w dużym stopniu w stanie surowym. Uzupełniono jedynie brakujące cegły nowymi, zbliżonymi wyglądem do oryginalnych. Posadzki, w zależności od miejsca wylano betonem, lub wyłożono linoleum tworząc w ten sposób kontrast pomiędzy nimi, a ceglanymi ścianami i drewnianymi belkami stropowymi pierwotnego budynku. Takie rozwiązanie ma, według symboliki przyjętej przez Andō jego zespół, oznaczać jedność przeszłości (budynek), teraźniejszości (dokonana przez niego modernizacja wnętrza) i przyszłości (galeria sztuki współczesnej).
W czerwcu 2009 roku inauguracyjną wystawą Mapping the Studio (2009–2011) otwarto muzeum Punta della Dogana. Po tej wystawie miały miejsce kolejne: In Praise of Doubt (2011–2013), którą połączono z równoległą ekspozycją The World Belongs to You (2011) prezentowaną jednocześnie w Palazzo Grassi), Madame Fisscher (2012), Voice of Images (2012–2013), Rudolf Stingel (2013–2014) i Prima Materia (2013–2014).

## Architektura
Budynek Punta della Dogana ma kształt trójkąta, którego dłuższe boki, biegnące wzdłuż Canal Grande i Canale della Giudecca mierzą po 105 m długości, podstawa natomiast ma 75 m długości. Fasady są przebite dwudziestoma monumentalnymi bramami. Wewnątrz budynek jest podzielony na dziewięć poprzecznie ułożonych hal, z których każda ma średnio 10 m szerokości i 7 m wysokości do belki stropowej. Powierzchnia budynku wynosi prawie 5000 m². Zewnętrzne balkony usytuowane są na wysokości 9 m. Na malowniczej, narożnej wieży, dominującej nad płaskim i długim budynkiem, zbudowanej na planie kwadratu i wysokiej na 28 m, umieszczono pozłacany glob ziemski, podtrzymywany przez parę odlanych z brązu posągów Atlantów. Glob wieńczy posąg Fortuny, autorstwa Bernarda Falcone, obracający się zgodnie z kierunkiem wiatru.

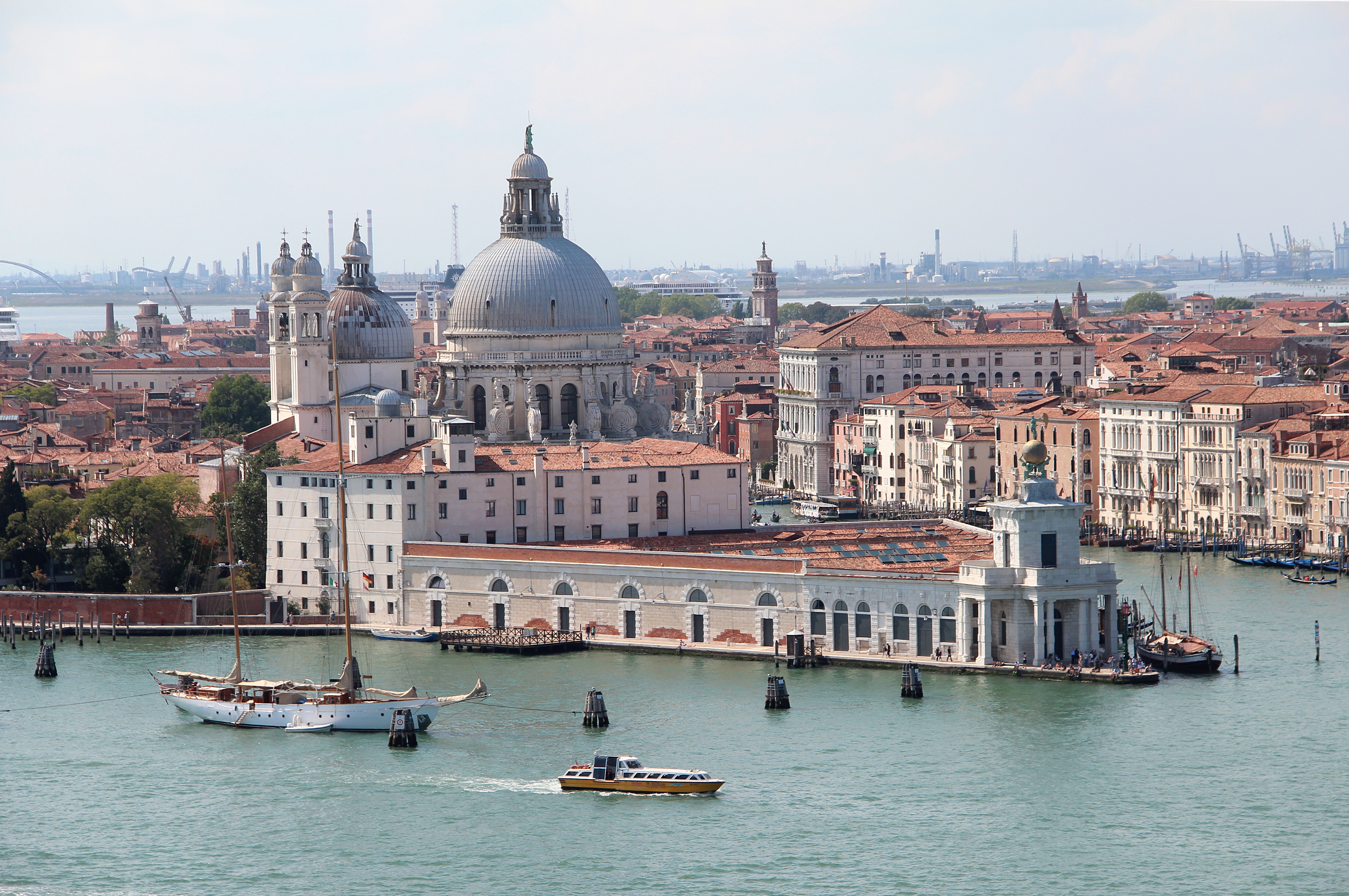
Punta della Dogana widziana z dzwonnicy San Giorgio Maggiore.
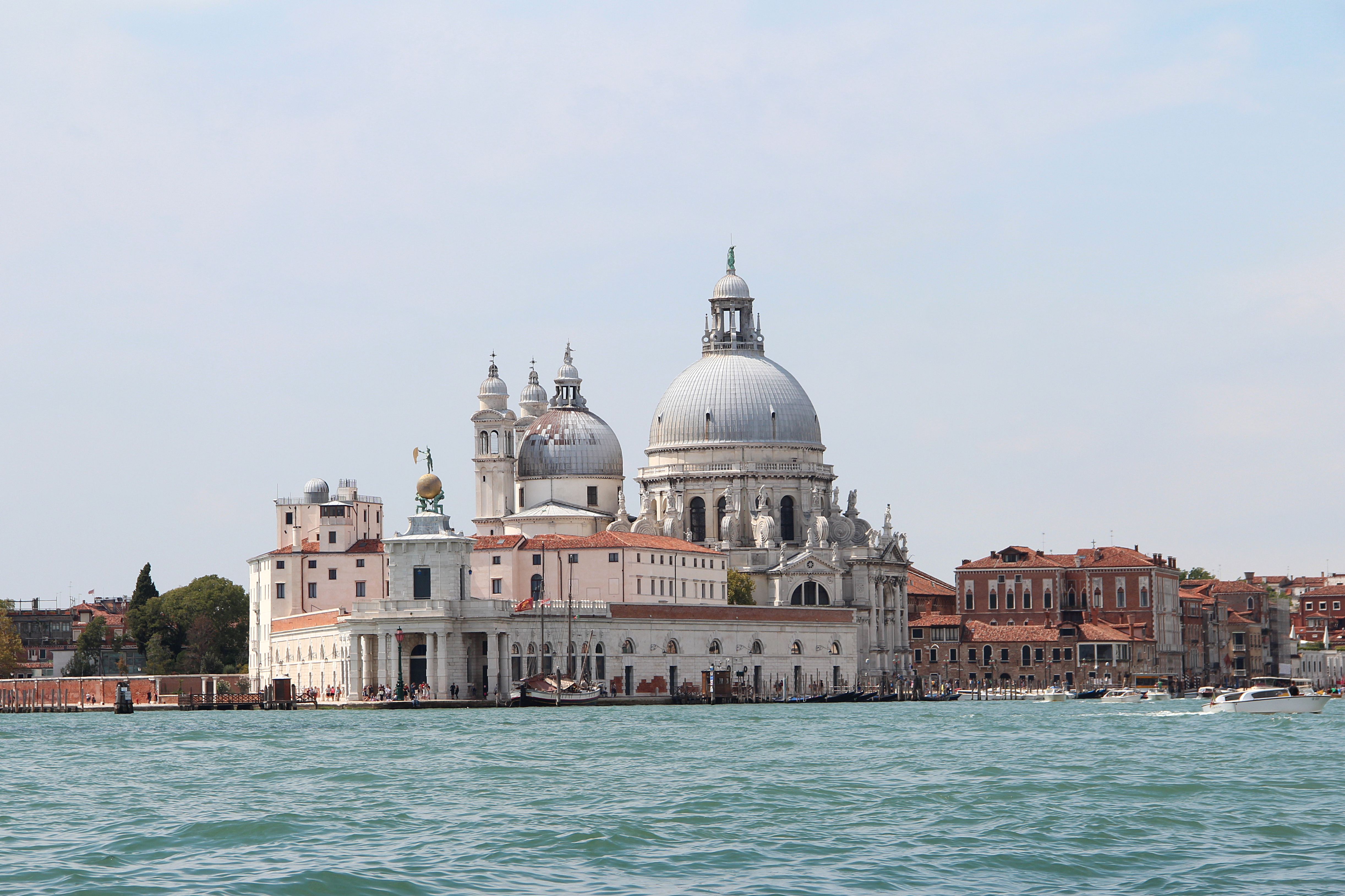
Punta della Dogana widziana z Bacino di San Marco.
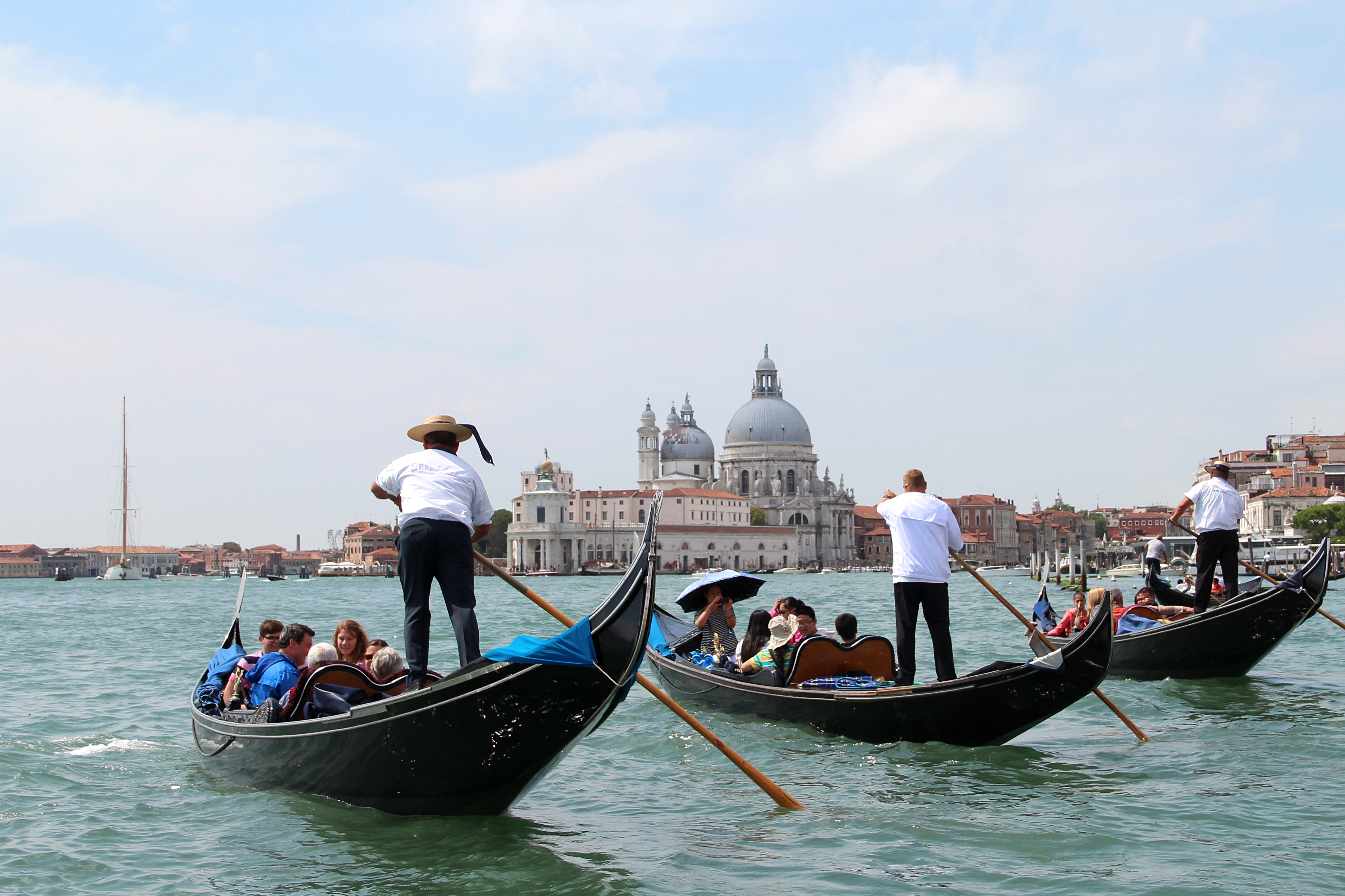
Gondolierzy wypływający z Punta della Dogana w Wenecji.
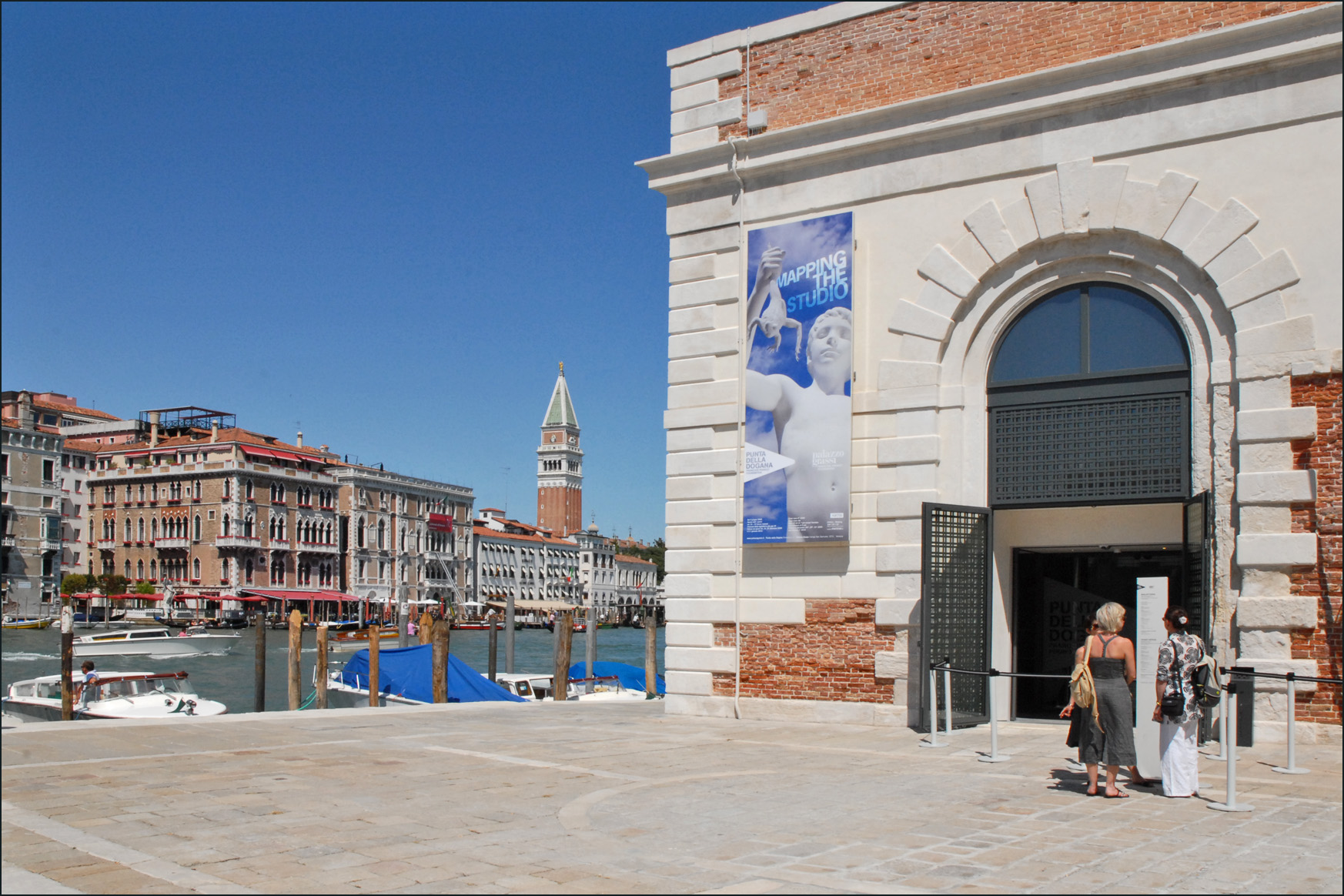
Wejście do muzeum
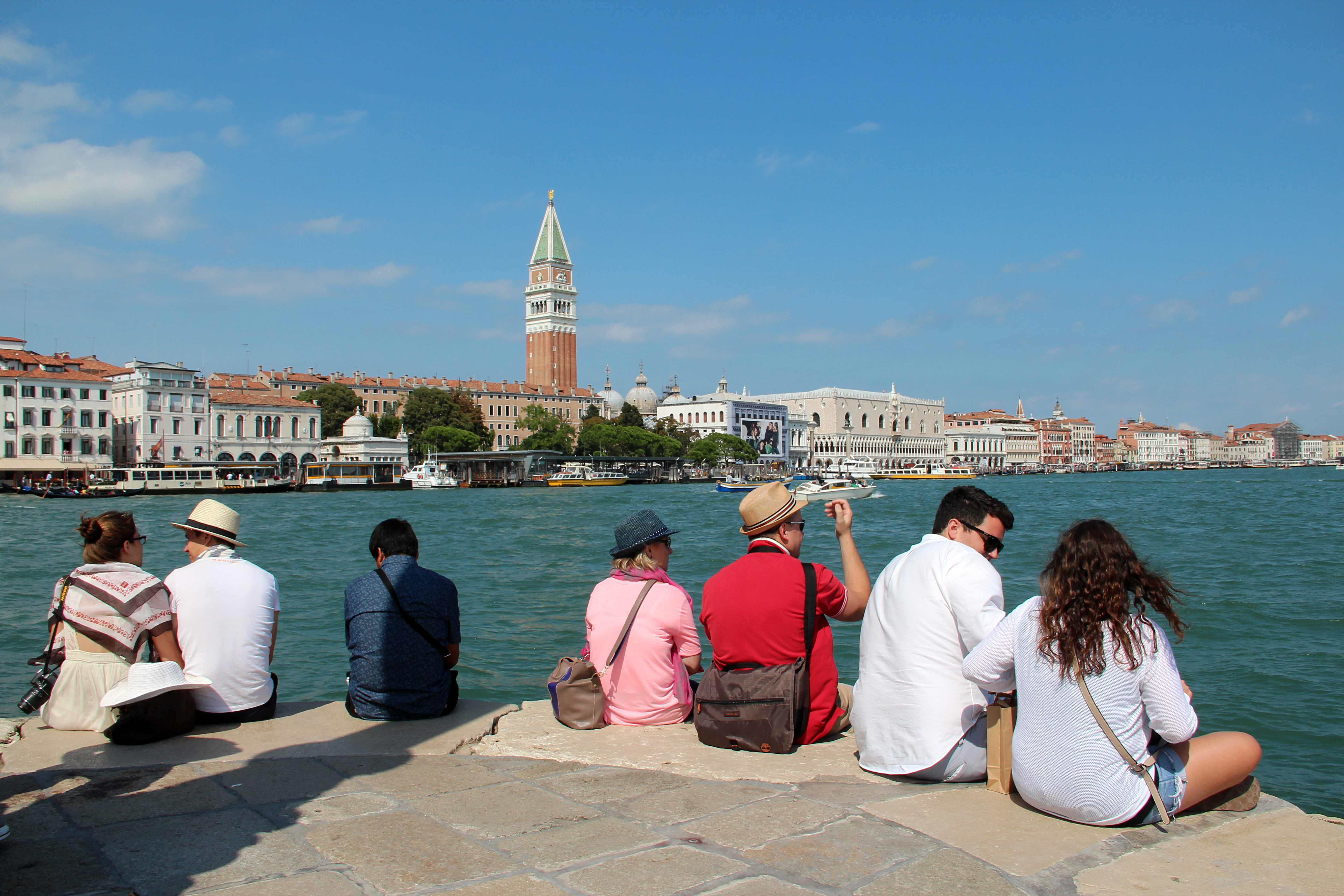
San Marco widziany z Punta della Dogana.
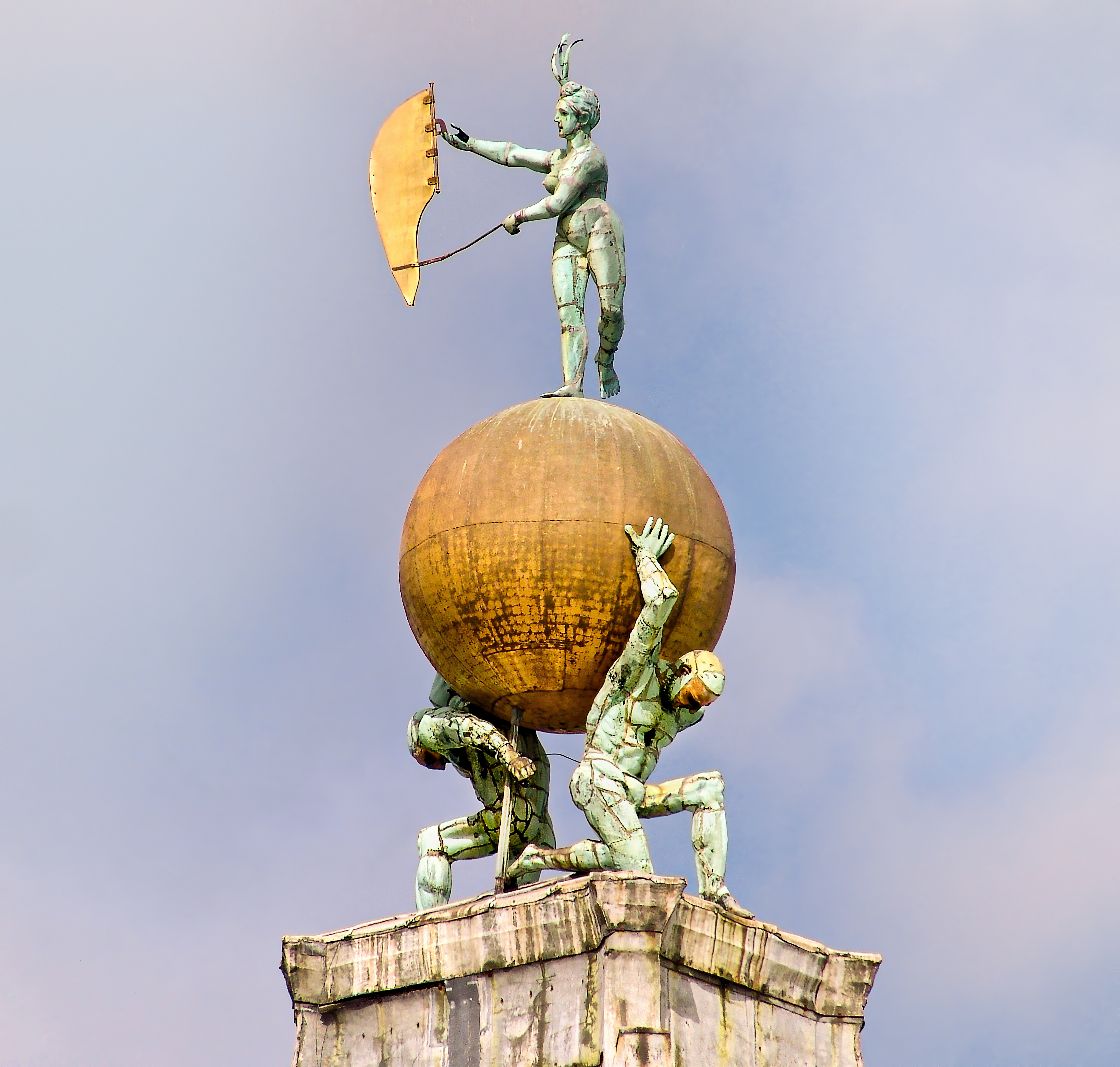
Zwieńczenie wieży – złoty glob z posągiem Fortuny
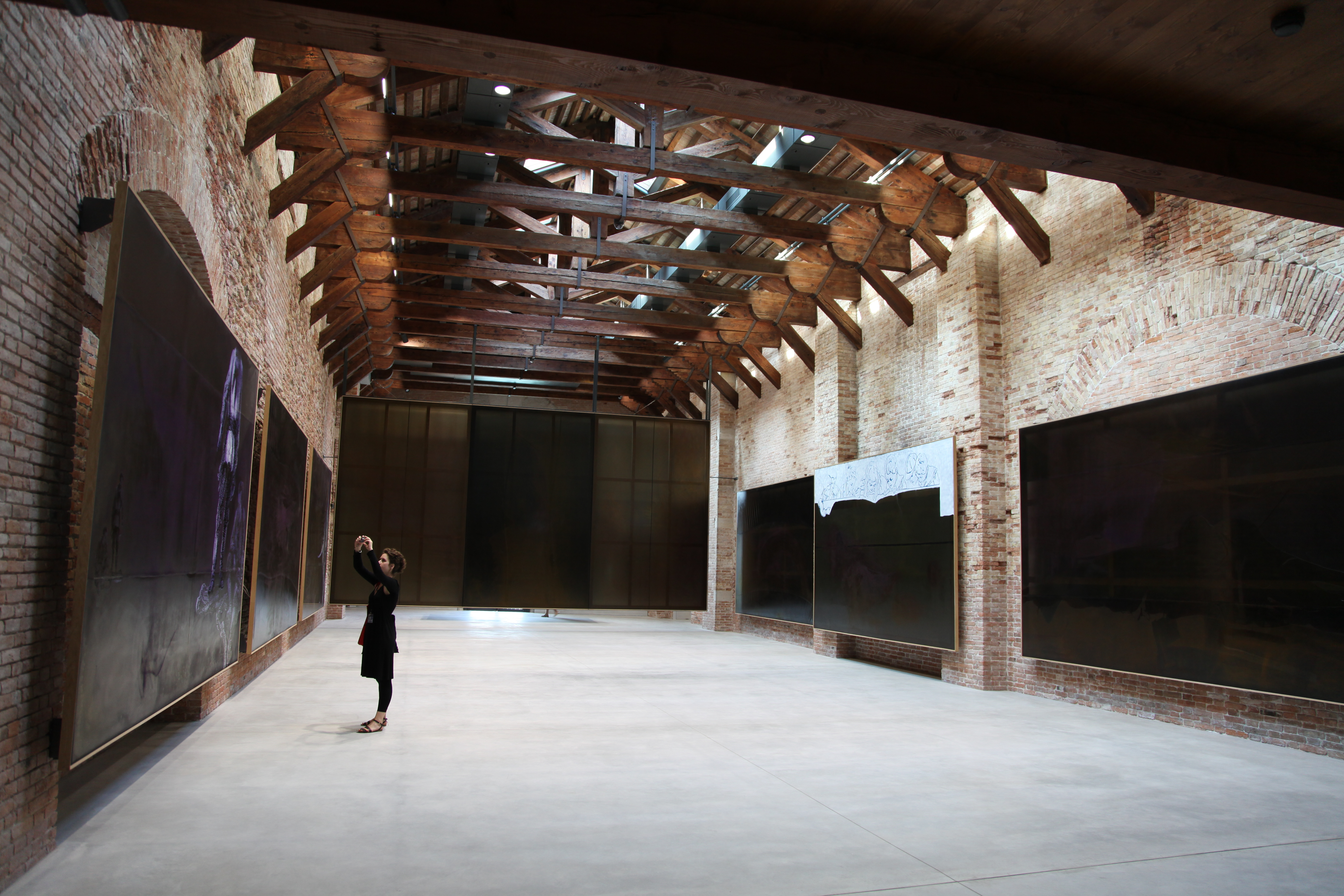
Wnętrze – jedna z sal wystawowych
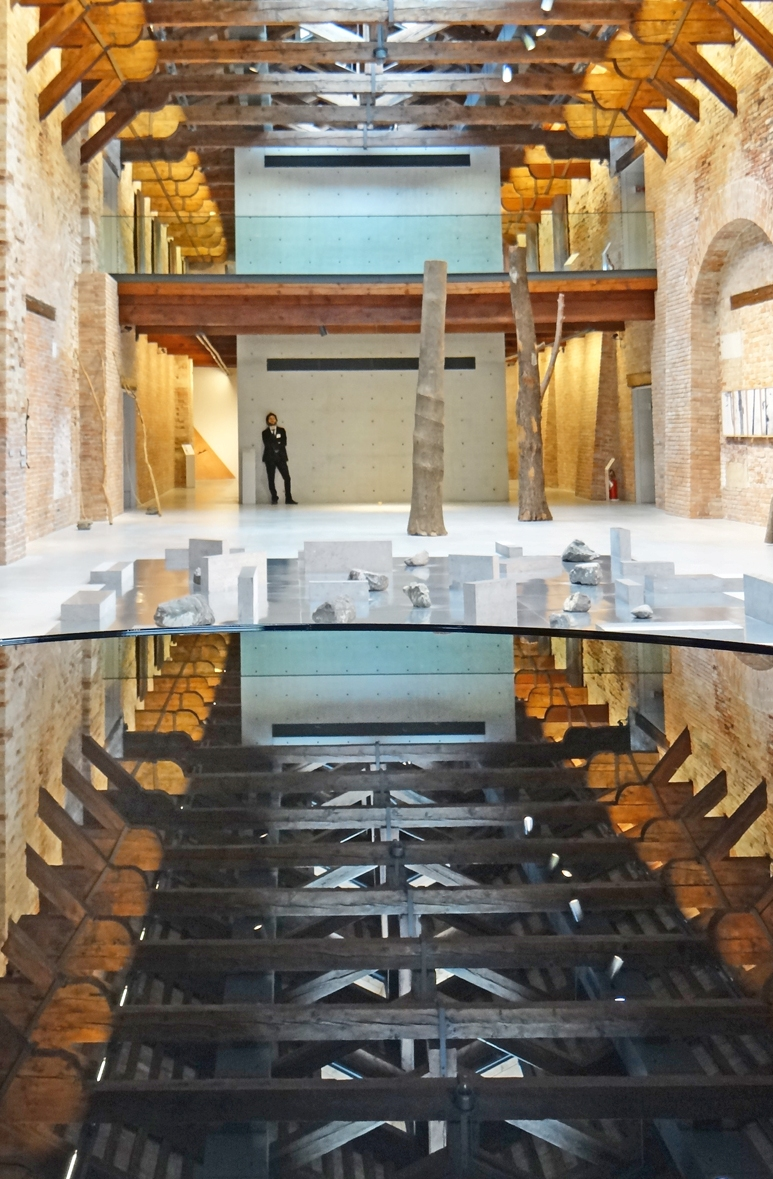
Fragment ekspozycji Prima Materia
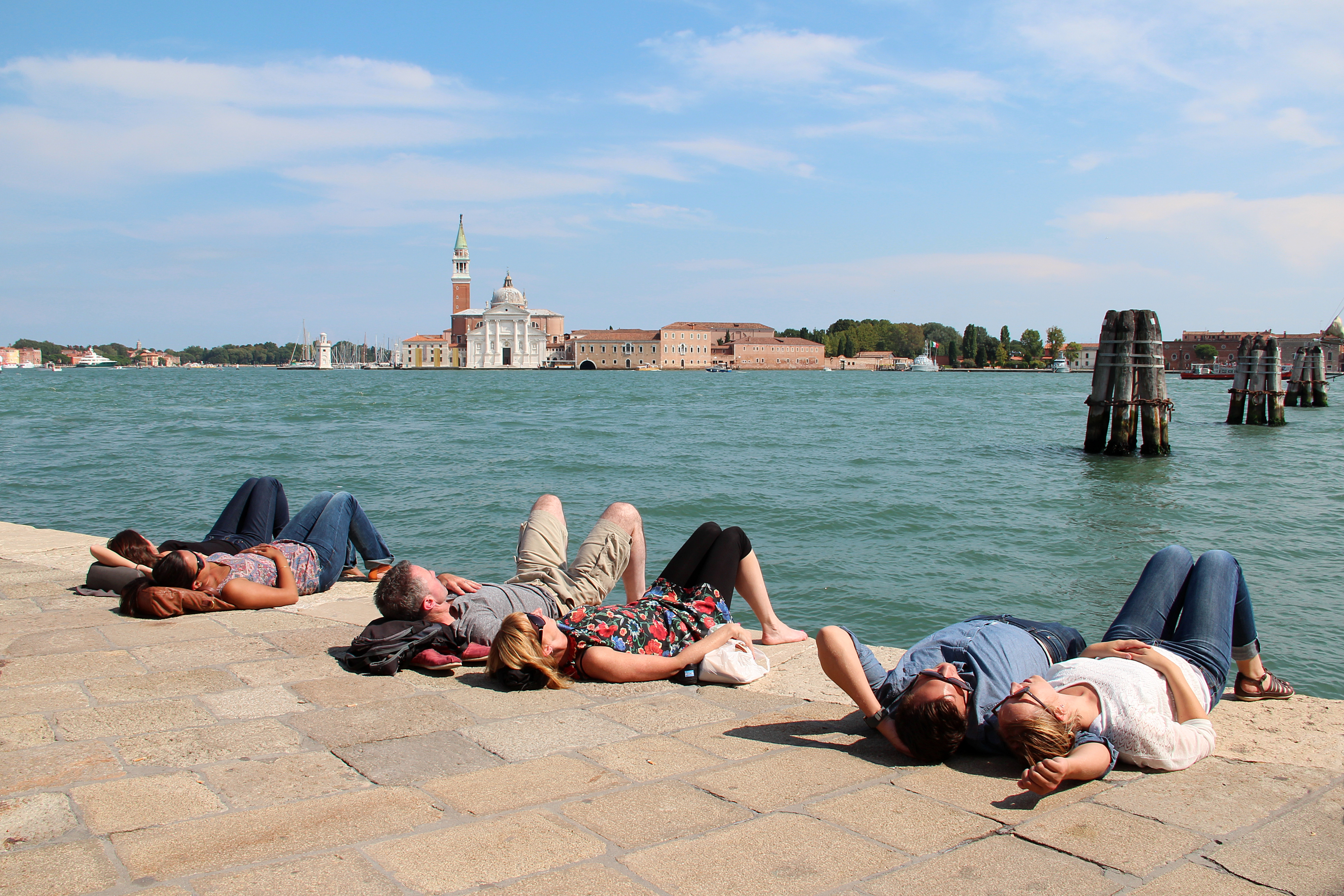
L'Île de San Giorgio Maggiore vue de la Punta della Dogana.

## Zbiory
Z okazji 55. Biennale w Wenecji (2013) w Punta della Dogana wystawiono około 80 eksponatów z kolekcji Pinaulta pod zbiorczym tytułem Prima Materia; opiekę kuratorską nad wystawą sprawowali Michael Govan i Caroline Bourgeois. Złożyły się na nią dzieła sztuki współczesnej: obrazy, rzeźby, instalacje, performance i wideo:
- Décor (2012) – Adel Abdessemed
- Marquee (2013) – instalacja Philippe’a Parreno
- No, No Museum (1987) – wideo Bruce’a Naumana
- Raining (2012) – instalacja dźwiękowa Dominique Gonzalez-Foerster
- prace Lizzie Fitch i Ryana Trecartina
- obrazy Marlene Dumas, w tym Mamma Roma (2012)
- Turkish Forest (2012) – Mark Grotjahn
- Deliverance (2007) – Llyn Foulkes
- prace artystów nurtu Arte povera: Alighiero Boettiego, Mario Merza, Giuseppe Penone, Michelangela Pistoletta
- prace Lee Ufana
- prace Zenga Fanzhi
- Well and Truly (2009) – Roni Horn
- Six Color Sun Vertical Stack (2000) – Diana Thater[8].